# Joannes Antonius Christianus Arnoldus van Nispen van Sevenaer
Jhr. Joannes Antonius Christianus Arnoldus van Nispen van Sevenaer (Zevenaar, 27 december 1803 - Zevenaar, 5 mei 1875) was een negentiende-eeuws liberaal politicus.
Van Nispen van Sevenaer was een bestuurder uit de Liemers, die in 1848 buitengewoon lid van de Dubbele Kamer werd. Daarna werd hij gewoon Kamerlid voor de districten Doetinchem en Nijmegen. Hij kon lange tijd tot de liberalen gerekend worden, maar onder invloed van de schoolstrijd kwam hij in conservatiever vaarwater terecht. Hij was al spoedig voorstander van een aparte politieke organisatie van de katholieken. Zijn broer Carolus was Eerste Kamerlid.

## Gedelegeerde commissies
- lid parlementaire enquêtecommissie zoutaccijns (Tweede Kamer der Staten-Generaal), van 22 november 1852 tot 27 april 1853